# Recinto del Pensamiento
El Recinto del Pensamiento Jaime Restrepo Mejía, cuenta con una extensión de 179 hectáreas, las cuales en su mayoría forman parte de una reserva natural protectora y productora.

## Nombre
Se le denomina "Recinto del Pensamiento" en su alusión a su propósito de mantener activo el interés y el pensamiento por el desarrollo y el bienestar de todos, sin exclusiones ni particularismos. Siempre velando por los objetivos de la región y de la comunidad. 

## Historia

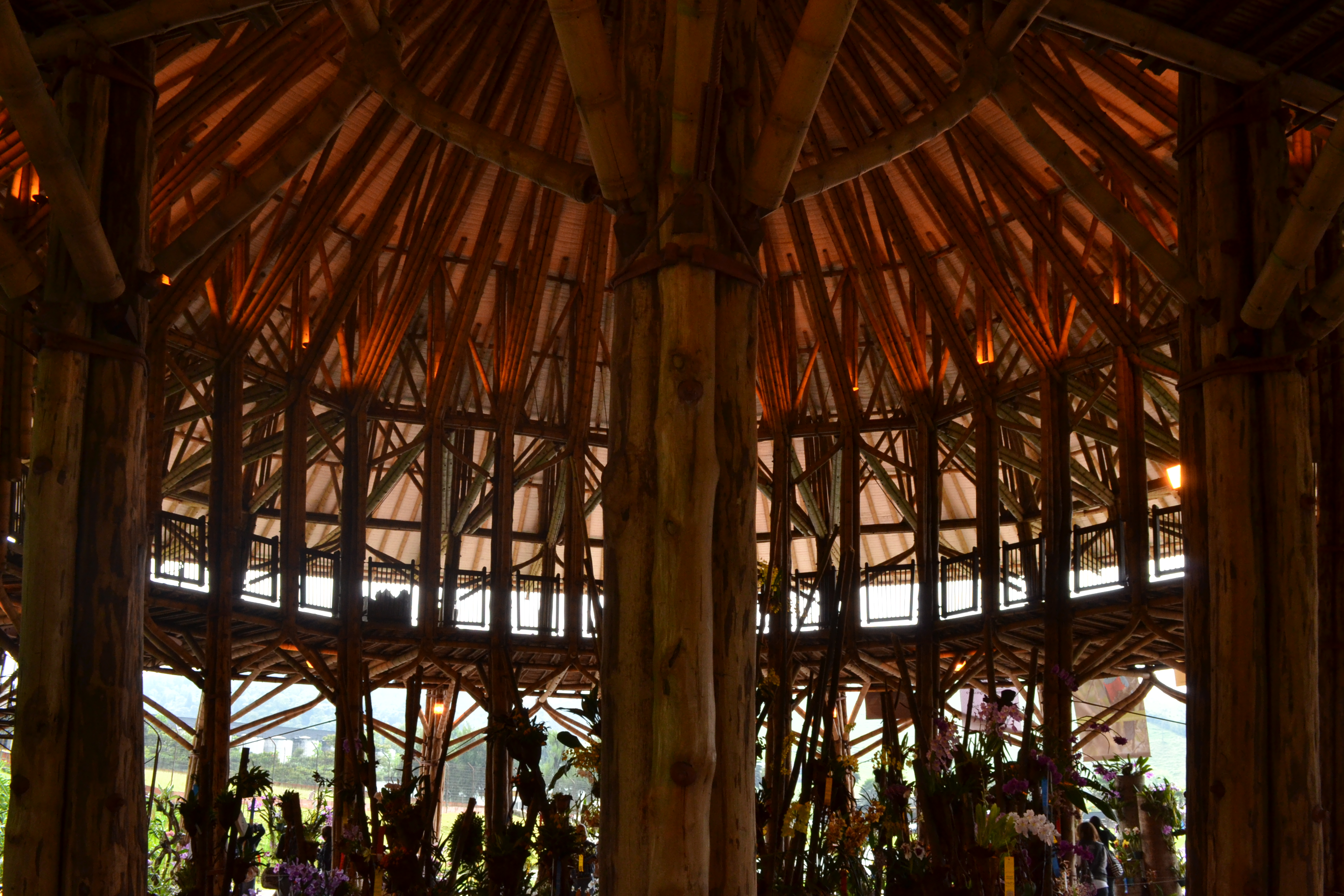
Interior Pabellón Zeri.

La historia del Recinto del Pensamiento se relaciona con la historia de la Colonia Escolar La Enea, que surge hacia 1935, cuando se crea una pequeña "granja – albergue", para albergar a niños huérfanos debido a una avalancha que arrasó varias viviendas a la orilla de la quebrada Manizales. 
El terreno pasó a ser propiedad del Municipio, que lo destinó a la formación de jóvenes en técnicas agropecuarias, y posteriormente pasó a ser del Departamento. Una vez conocido el programa de Colonias Escolares del Ministerio de Educación Nacional (MEN), el Comité Departamental de Cafeteros de Caldas decide comprar esta propiedad y establecer un centro para procesos de recuperación nutricional de niños de la zona rural del departamento.
300 niños empiezan a recibir educación formal, con metodología tradicional, a lo que se suma una atención nutricional para un mejor desempeño escolar. Los niños, procedentes de todos los municipios cafeteros de Caldas, permanecían vinculados durante un año a este proceso, período después del cual regresaban a sus hogares. 
En 1981 se integra la metodología Escuela Nueva a la Colonia Escolar la Enea. Para el año 2002 en la Colonia Escolar solo continúa la primaria, la cual se fusiona con el Instituto Integrado Maltería, donde los niños suelen continuar sus estudios.

## Lugares de interés

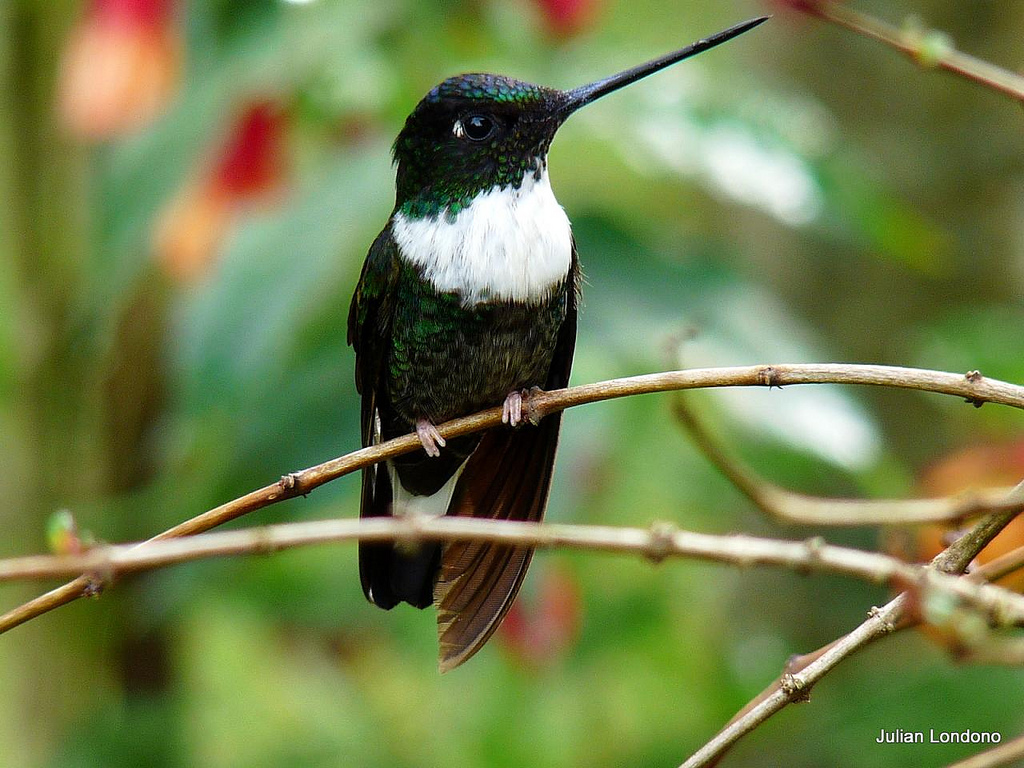
Coeligena torquata (Collared Inca visto desde el mirador de colibríes del recinto..

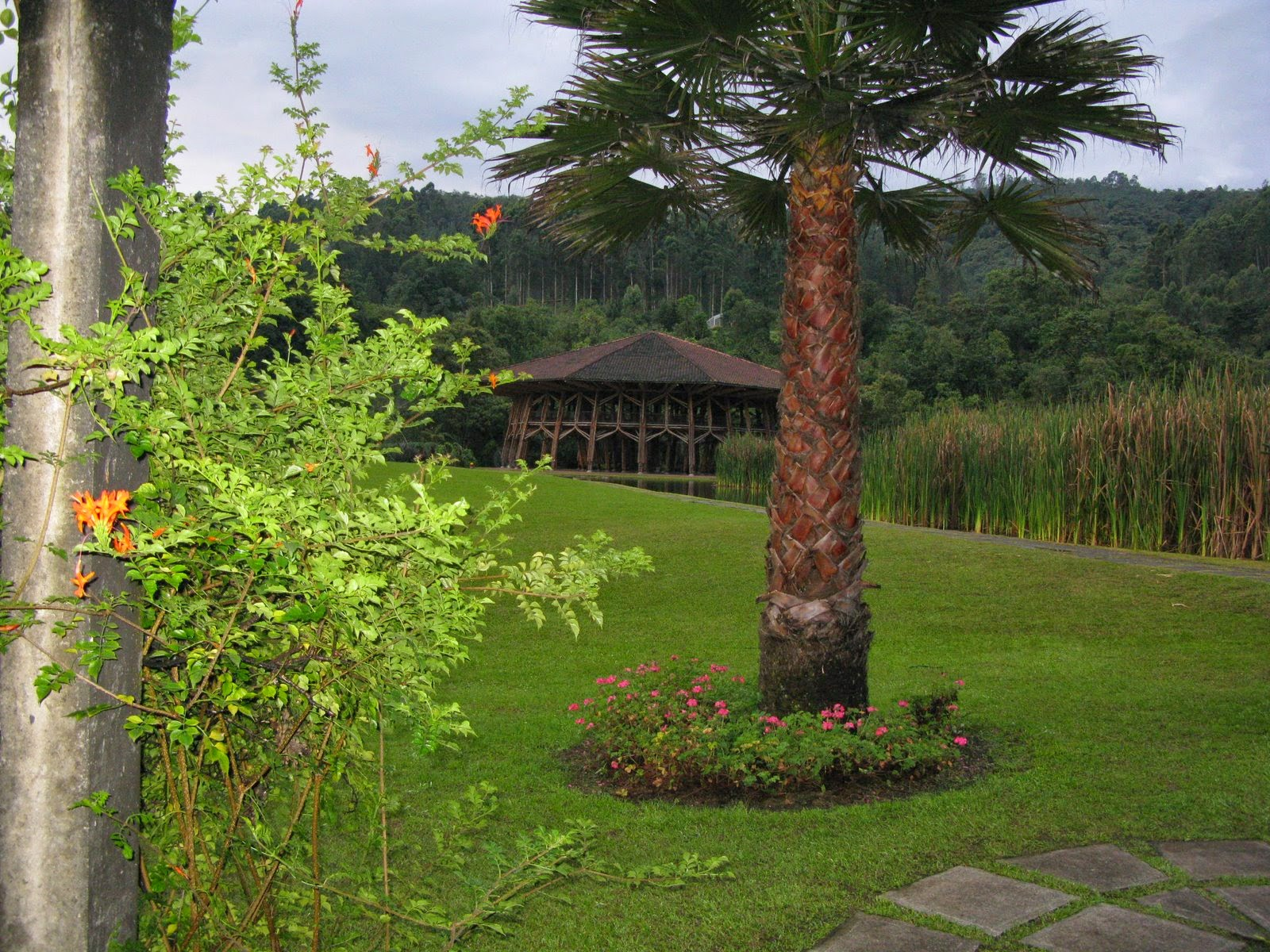
Cercanías del Pabellón Zeri.

- Pabellón Zeri
- Observatorio de Mariposas
- Bosque de Orquídeas
- Huerto de los Aromas
- Mirador de Aves
- Senda de Oriente
- Senderos ecológicos
- Sistema de Telesillas
- Hotel